# Фердросс, Альфред
Альфред Фердросс (нем. Alfred Verdross ; 22 февраля 1890, Инсбрук, Тироль, Австро-Венгрия — 27 апреля 1980, Инсбрук, Австрия) — австрийский правовед, дипломат, судья, педагог, профессор Венского университета,  специалист по теории права, философии права, международному (публичному) праву. Видный австрийский учёный-международник XX века.

## Биография
Родился в семье генерала инфантерии. С 1908 по 1913 год изучал право в Венском университете.
Во время Первой мировой войны сначала служил в Верховном военном суде в Вене, где участвовал в рассмотрении уголовных дел. Впоследствии стал сотрудником юридического департамента Министерства иностранных дел Австрии.
После распада Австро-Венгрии и образования Австрии получил назначение в Берлин, где работал в 1918-1920 годах, затем был юридическим консультантом юридического департамента МИД Австрии (до сентября 1924 г.).
В 1957 году был избран в Международный (арбитражный) суд в Гааге и в Комиссию по международному праву ООН (членом которой был до 1966).
Годом позже (1958) избиран судьей Европейского суда по правам человека в Страсбурге. В этой должности оставался до 1976 года.
В 1961 году председательствовал на Международной конференции ООН по дипломатическим сношениям и иммунитетам, которая 18 апреля 1961 г. приняла Венскую конвенцию о дипломатических сношениях.
Фердросса нередко относят к так называемой Венской школе права, сформировавшейся вокруг правоведа Ганса Кельзен, сторонника нормативизма в понимании природы права и творца так называемой «чистой теории права».
Почётный доктор Венского университета (1961).
Почётный доктор Зальцбургского университета (1967) .